# 663. pehotni polk (Wehrmacht)
Za druge 663. polke glejte 663. polk.
663. pehotni polk (izvirno nemško Infanterie-Regiment 663) je bil eden izmed pehotnih polkov v sestavi redne nemške kopenske vojske med drugo svetovno vojno.

## Zgodovina
Polk je bil ustanovljen 15. marca 1940 kot polk 9. vala v Modlinu kot Landesschützen-Regiment Oberost ter dodeljen 399. pehotni diviziji.
8. avgusta 1940 je bil polk razpuščen in bataljoni uporabljeni za varovanje vojnih ujetnikov.